# Dysdera kronebergi
Dysdera kronebergi är en spindelart som beskrevs av Peter Mikhailovitch Dunin 1992. Dysdera kronebergi ingår i släktet Dysdera och familjen ringögonspindlar. Inga underarter finns listade i Catalogue of Life.